# Брждани
Брждани (мкд. Брждани) су насеље у Северној Македонији, у западном делу државе. Брждани припадају општини Кичево.

## Географија
Насеље Брждани је смештено у западном делу Северне Македоније. Од најближег већег града, Кичева, насеље је удаљено 11 km јужно.
Брждани припадају историјској области Доња Копачка. Село је положено у долини невелике Беличке реке, која се улива у реку Треску на северу. Југозападно се изидже Илинска планина, а источно планина Баба Сач. Надморска висина насеља је приближно 670 метара.
Клима у насељу је континентална.

## Становништво
Брждани су према последњем попису из 2002. године имали 162 становника.
Већинско становништво су етнички Македонци (100%).
Претежна вероисповест месног становништва је православље.